# Caso Gil Rugai
O caso Gil Rugai se refere ao assassinato cometido por Gil Grego Rugai contra seu pai Luiz Carlos Rugai e sua madrasta Alessandra de Fátima Troitino, em 2004. O caso foi inserido nas listas de crimes que impactaram o Brasil do Brasil Online (BOL) e do Terra. O caso foi exibido nos programas Investigação Criminal e O Crime Não Compensa.

## Caso
Gil Grego Rugai teria dado um desfalque de mais de 25 mil reais à empresa "Referência Filmes", do pai, Luiz Carlos Rugai. Por esta razão, Gil foi expulso de onde morava no dia 22 de março de 2004. Gil cuidava da contabilidade da produtora.
Por volta das 21h30 do dia 28 de março de 2004, Luiz Carlos Rugai e Alessandra de Fátima Troitino, madrasta de Gil Rugai, foram mortos com onze tiros na residência em que moravam na Rua Atibaia, no bairro de Perdizes, na Zona Oeste de São Paulo. Um dia após o fato, o vigia da rua disse ter visto Gil saindo da casa do pai na noite do crime, na companhia de outra pessoa não identificada.

## Investigação e condenação
Uma semana depois, a Perícia da Polícia Técnico-Científica encontrou o mesmo cartucho disparado pela arma usada nos assassinatos no quarto do estudante, na casa do pai. No dia 6 de abril de 2004, Gil Rugai foi preso após ser indiciado por duplo assassinato, mas ele negou o crime. A Promotoria alegou que tinha como provas a arma usada no crime, encontrada em 25 de junho de 2005, mais de um ano depois dos assassinatos, no prédio onde Gil Rugai mantinha um escritório, além de uma pegada localizada na porta arrombada na casa das vítimas, que é compatível com a do réu.
Gil Rugai ficou preso entre 2004 e 2006, mas teve a liberdade concedida pelo Supremo Tribunal Federal (STF). Em 9 de setembro de 2008, voltou à cadeia depois de ter o pedido de liberdade provisória revogado a pedido do Ministério Público, por ter mudado de cidade sem avisar o juiz; Rugai foi para a cidade de Santa Maria prestar vestibular.
A defesa recorreu e o estudante foi solto da penitenciária de Tremembé, no interior de São Paulo, em 10 de fevereiro de 2010. O julgamento de Gil Rugai foi adiado por duas vezes, em 2011 e 2012, por causa de pedidos da defesa, que solicitou à Justiça a realização de um novo exame de DNA do sangue recolhido na cena do crime e do acusado. Além disso, pediu esclarecimentos de um perito.
Em 2012, o réu morava com a avó materna, Conceição, e sua rotina se resumiria a ir à missa todos os dias. Em 2013, foi condenado a 33 anos e 9 meses em regime fechado pelos assassinatos, mas o juiz Adilson Paukoski Simoni determinou que o condenado poderia recorrer em liberdade. Gil tentou um novo pedido de defesa em agosto de 2020, mas o Supremo Tribunal Federal recusou e manteve a condenação.
No dia 16 de novembro de 2021, a juíza Sueli Zeraik de Oliveira Armani proferiu decisão permitindo que Gil Rugai cumprisse pena em regime semiaberto. Em 12 de abril do ano seguinte, a pedido do Ministério Público de São Paulo, a Justiça cassou a decisão e determinou ainda a realização do teste de Rorschach.
Em 14 de agosto de 2024, Gil Rugai foi solto após a Justiça conceder progressão para o regime aberto.